# IBC-Airways-Flug 405
Der IBC-Airways-Flug 405 (Flugnummer IATA: II405, ICAO: CSQ405, Funkrufzeichen: CHASQUI 405) war ein internationaler Frachtflug der IBC Airways von Santo Domingo in der Dominikanischen Republik zum Flughafen San Juan in Puerto Rico am 2. Dezember 2013, auf dem eine Swearingen SA227-AC Metro III nach einem Strukturversagen abstürzte, wodurch die beiden an Bord befindlichen Besatzungsmitglieder getötet wurden.

## Flugzeug

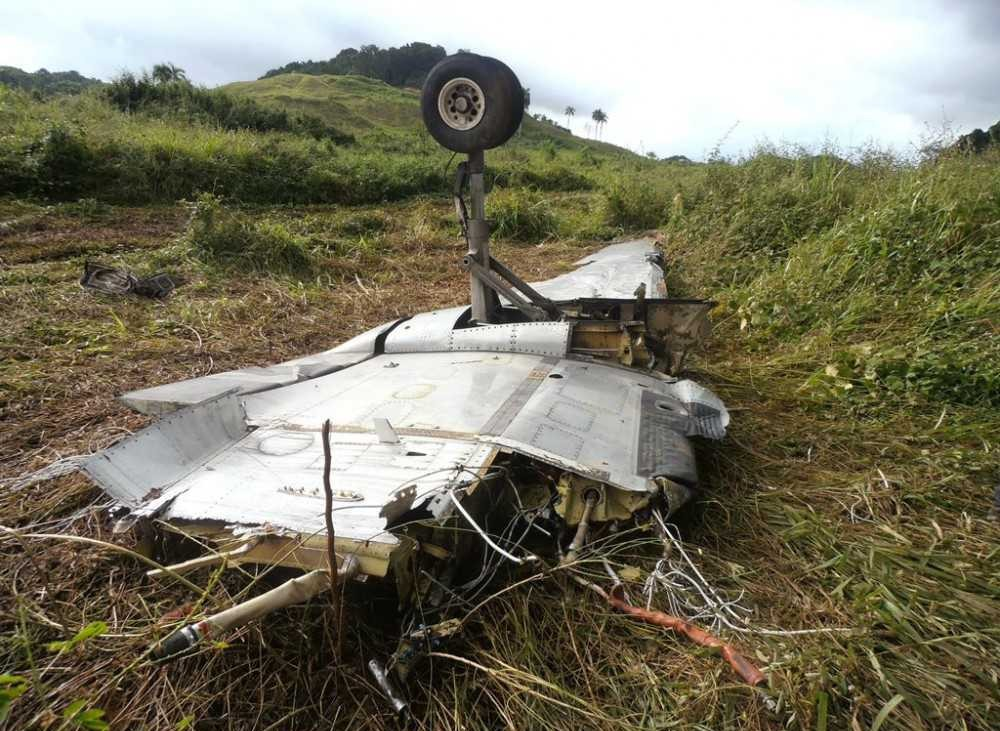
Teil der Tragfläche, gut sichtbar das ausgefahrene Fahrwerk

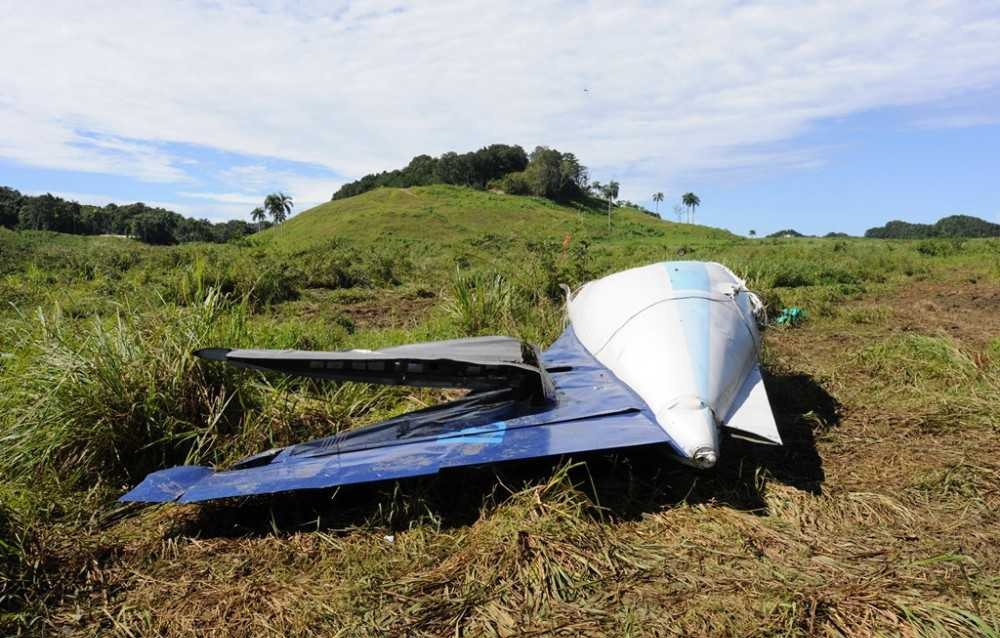
Heckteil und Leitwerk der Maschine

Bei der Maschine handelte es sich um eine 1986 gebaute Swearingen SA227-AC Metro III mit der Werksnummer AC-654B. Die Maschine wurde im Dezember 1986 ausgeliefert und am 23. Dezember 1986 durch die McDonnell Douglas Finance Corp. aus Long Beach, Kalifornien ausgeliefert, bei der sie mit dem Luftfahrzeugkennzeichen N26906 zugelassen wurde. Die Maschine wurde daraufhin an den Flugzeugleasingnehmer Resort Air übergeben. Nach der Umbenennung der Fluggesellschaft in Trans States Airlines wurde die Maschine ab dem 1. Oktober 1989 auf diese Fluggesellschaft umgeschrieben. Ab dem 15. Mai 1991 war die Maschine durch die British Aerospace an die Mesaba Airlines verleast, ehe sie am 12. August 1997 als Leasingrückläufer an den Leasinggeber zurückkehrte. Vom 12. August 1997 bis März 1999 lief die Maschine bei Merlin Airways. Die IBC Airways kaufte die Maschine zum 19. März 1999, im Juni 1999 ließ sie sie auf das neue Luftfahrzeugkennzeichen N831BC ummelden. Das zweimotorige Regionalverkehrsflugzeug war mit zwei Turboproptriebwerken des Typs Garrett TPE331-11U-612G ausgestattet. Bis zum Zeitpunkt des Unfalls hatte die Maschine 33.888 Betriebsstunden absolviert, auf die 35.698 Starts und Landungen entfielen.

## Insassen
Es befand sich lediglich eine zweiköpfige Besatzung an Bord der Maschine, bestehend aus einem Flugkapitän und einem Ersten Offizier. Der 35-jährige Flugkapitän verfügte über 1.740 Stunden Flugerfahrung, wovon er 686 Stunden mit der Swearingen Metro und 239 Stunden in der Funktion des verantwortlichen Luftfahrzeugführers absolviert hatte. Der 28-jährige Erste Offizier arbeitete erst seit kurzem für die Fluggesellschaft und verfügte über 1.850 Stunden Flugerfahrung.

## Unfallhergang
Die Maschine startete um 19:36 Uhr in Santo Domingo, Dominikanische Republik, zu einem Frachtflug nach San Juan, Puerto Rico. Der letzte Funkkontakt mit dem Flug war gegen 20:08 Uhr, als die Maschine sich im Sinkflug von 11.000 Fuß auf 7.000 Fuß befand. Die Flugsicherung gab der Besatzung dabei die Anweisung, bis zum Knotenpunkt TNNER eine Flughöhe von 3.000 Fuß zu halten, sich auf einen ILS-Anflug vorzubereiten. Die Besatzung bestätigte dies. Dies war der letzte Funkspruch, der zwischen der Flugsicherung und der Maschine erfolgte. Die Maschine sank bis 20:10:08 Uhr auf 8.300 Fuß. Es wurde anschließend eine 20-Grad-Kurve lang nach links geflogen. Bis 20:10:13 Uhr war die Maschine auf 7.300 Fuß gesunken und anschließend eine 45-Grad-Kurve nach rechts geflogen. Um 20:10:18 Uhr war die Maschine auf 5.500 Fuß gesunken. Berechnungen ergaben, dass die Maschine anschließend zwischen 20:10:08 und 20:10:13 Uhr mit einer Geschwindigkeit von 12.000 Fuß pro Minute gesunken war, innerhalb der nachfolgenden fünf Sekunden gar mit einer Geschwindigkeit von 21.000 Fuß pro Minute. Spätere Berechnungen ergaben, dass die Maschine mit einer Geschwindigkeit von 290 Knoten (ca. 576 km/h) aufgeschlagen war, was deutlich über der Höchstgeschwindigkeit dieses Flugzeugtyps lag. Die Metro brach in der Luft auseinander und stürzte zu Boden, die beiden Besatzungsmitglieder starben dabei.

## Ursache
Der Unfall wurde durch das National Transportation Safety Board untersucht. Die Ermittler kamen zu dem Schluss, dass der Unfall durch ein allzu abruptes Betätigen der Höhenrudersteuerung durch die Flugbesatzung während eines schnellen Sinkfluges bei Nacht verursacht worden war. In der Folge sei die Flugzeugstruktur überlastet worden, woraufhin die Maschine auseinanderbrach. Zu dem Unfall habe ein anfänglicher Kontrollverlust beigetragen, dessen Ursache nicht ermittelt werden konnte, da die Untersuchung keine mechanischen Anomalien ergab.